# Tauraco
Tauraco är ett fågelsläkte i familjen turakor inom ordningen turakofåglar. Släktet omfattar numera 13 arter som förekommer i Afrika söder om Sahara:
- Lila turako (Tauraco violaceus) – tidigare i Musophaga
- Gulmaskad turako (Tauraco rossae) – tidigare i Musophaga
- Gulnäbbad turako (Tauraco macrorhynchus)
- Bamendaturako (Tauraco bannermani)
- Vitkronad turako (Tauraco leucolophus)
- Svartnäbbad turako (Tauraco schuettii)
- Spetstofsad turako (Tauraco schalowi)
- Rödkronad turako (Tauraco erythrolophus)
- Guineaturako (Tauraco persa)
- Kenyaturako (Tauraco hartlaubi)
- Kustturako (Tauraco fischeri)
- Moçambiqueturako (Tauraco livingstonii)
- Knysnaturako (Tauraco corythaix)

Följande tre arter placerades tidigare i släktet, men har lyfts ut efter genetiska studier:
- Etiopienturako (Menelikornis. ruspolii)
- Vitkindad turako (Menelikornis leucotis)
- Purpurtofsad turako (Gallirex porphyreolophus)